# 관리소
관리소는 조선민주주의인민공화국의 정치범교정 식민지에 대한 용어이다. 관리소는 조선민주주의인민공화국의 세 가지 형태의 정치범 수용소 중 하나이며, 다른 두 곳은 워싱턴 DC에 위치한 비정부기구인 북한인권위원회가 설명한 "단기 구금/강제 노동 센터"와 경범죄 및 중범죄 위반에 대한 "장기 노동 수용소"이다.
수감 기간은 가변적이다. 그러나 많은 사람들은 평생 노동에 처해진다. 관리소에서의 강제 노동 의무는 일반적으로 광산(석탄, 금, 철광석 등 알려진 사례 포함), 나무 베기, 목재 벌채 또는 농업 업무를 포함한다. 또한, 수용소에는 국가 운영 수감자 농장과 가구 제조가 포함되어 있다.
2007년 초에는 총 6개의 관리소 수용소가 운영되고 있다고 추정된다. 원래 북한 내 14개의 관리소 수용소가 운영되었지만, 죄수 재배치 이후 합병되거나 폐쇄되었다.

### 역사적 출현 및 개념화
1979년 1월, 국제앰네스티는 북한에 수감되었던 베네수엘라 시인 알리 라메다의 이야기를 담은 보고서를 발표했다. 그는 1967년에 체포되어 재판 없이 1년 동안 구금되었고, 가택 연금에 처해졌으며, 그 후 20년 형의 일부를 6년 동안 다시 수감되었다.
북한 선전에 따르면 김일성은 모든 정책의 유일한 창시자이지만, 원래 지도자가 모든 아이디어에 있어서 독창적이었던 것은 아니다. 근본적이고 독창적인 한국의 이념으로 칭송되는 주체사상조차도 이전의 한국 철학자들에게 귀속되었다. 요약하면, 수용소 시스템의 모델은 1930년대에 이오시프 스탈린이 세운 굴라크에서 유래했을 수 있으며, 이는 아이러니하게도 1950년대 소련이 주도한 스탈린 격하 운동에 대한 반작용으로 북한에 들어왔을 수 있다.

### 수용소 시스템의 발전
북한 역사는 박해받은 개인들의 끝없는 물결을 만들어냈지만, 그들을 체계적으로 수용하기 위한 정치 및 형사 메커니즘이 언제 개발되었는지 보여주는 일관된 흔적은 없다. 북한에서 박해받은 집단의 이야기는 제2차 세계 대전에서 일본이 패배하고 한반도가 해방된 후 국가가 시작되면서 시작된다. 북한에서 김일성은 그의 정치적 반대자들을 체계적으로 숙청하여 그에게 무제한의 권력을 부여하고 강력한 조선민주주의인민공화국의 개인숭배를 만들어낸 고도로 중앙 집중화된 시스템을 만들었다. 북한은 8시간 노동제 확립, 문해 증진, 성평등 공식화와 같은 진정으로 대중적인 개혁을 포함하는 혁명을 도입했다. 그러나 여기에는 일제강점기에 협력했던 경찰 및 정부 관료의 한국인 숙청과 부재 일본 지주 및 한국 토착 귀족의 토지를 수용하는 광범위한 토지개혁 프로그램이 포함되었다. 숙청된 많은 경찰 관료와 쫓겨난 한국 지주들은 남한으로 도망갔지만, 북한에 남아 있던 그들의 가족 구성원들은 계속 의심을 받았고, 많은 사람들이 북한 감옥 시스템에 수감되었다. 한국 전쟁 중에는 미국, 대한민국, 유엔군사령부와 협력한 혐의로 기소된 북한 주민들도 수감되었다.
김일성은 귀국한 한국인 망명자(대부분 중국, 일본, 소련 공산당원)를 조선로동당에 융합시키려 했지만, 그의 북한 계획은 두 가지 종교와 관련된 다른 한국 정당들의 도전을 받았다. 즉, 개신교와 “동학”으로 알려진 토착 신흥 종교로, 나중에 “천도교”라고 불렸다. 이 종교 기반 사회 운동은 한국에서 일본 식민 통치에 대한 내부 반대를 주도했으며 한반도 북부 지역에서 매우 잘 조직되었다. 이 지도자 중 한 명은 실제로 1945년에 새로 만들어진 북한을 이끌도록 소련(김일성보다 우선)의 첫 번째 선택이었지만, 초청을 거절했다. 이러한 비공산주의 정당을 탄압하면서 수많은 체포와 처형이 이루어졌다. 그리고 다시, 북한에 남아 있던 가족 구성원들은 계속 의심을 받았다.
김일성을 전복시키려는 시도 후 1956년에는 또 다른 숙청이 일어났다. 이때 “자아비판”이 도입되었다. 정치국 위원 및 정부 장관을 포함한 당의 모든 수준의 사람들은 당에 대한 이러한 고의적인 굴욕적인 충성 표시를 거쳐야 했다. 이는 일부 피해자들이 직업을 잃었고 더 적은 수의 개인은 심지어 목숨까지 잃었기 때문에 유난히 잔인했다. 1950년대의 이러한 박해의 물결은 마침내 김일성이 원했던 유일한 파벌만 남겼다. 그의 충성스러운 만주 기반, 공산주의, 반일 빨치산 집단은 현재 북한 정권의 영구적인 기반이 되었다. 그러나 문헌에는 집산화 과정이나 전용 수용소에 기소된 “반역자”를 수감하는 체계적인 수단에 대한 언급이 없다.
오늘날 정치적 범죄 혐의를 받거나 정치적으로 신뢰할 수 없다고 비난받는 사람들을 위한 수용소는 국가보위성(사상경찰)에 의해 운영되는 것으로 알려져 있다. 그러나 실제로 각 보안 기관 간의 역할 분담은 정치적 우선순위, 가용 역량, 고위 관리들의 상대적 권력, 특정 기관이 최고 지도자의 신뢰를 받는 정도에 따라 시간이 지남에 따라 그리고 지역에 따라 달라진 것으로 보인다. 많은 경우, 국가보위성, 인민보안성, 군사보위국 등 세 가지 주요 보안 기관은 지도자의 호감을 얻기 위해 이념적 반대자들을 식별하는 데 효율성을 보여주기 위해 경쟁했다. 주요 정치적 위협으로 간주되는 사건이나 문제와 관련하여 지도자 또는 중앙 수준 의사 결정 기관은 보안 기관에 조사를 조정하도록 요구했다. 예를 들어, 김정일의 비밀 명령으로 반 영구적인 구조물이 설치되었고 김정은 하에 유지되었다는 보고가 있다.
이러한 거대한 수용소 시스템은 비밀리에 운영되며 법과 법의 범위 밖에 있으며, 이는 북한의 경우처럼 모든 종류의 사람들을 위한 버려지는 곳이 될 위험이 있다. 따라서 북한 수용소는 한국 전쟁에서 송환되지 않은 한국군 포로 또는 20세기 후반 30~40년 동안 그리고 21세기까지 북한 보안 및 경찰 요원들에게 납치된 다른 남한 및 일본 시민들의 장소가 되었다는 것이 널리 의심된다.

## 인구
2013년에는 관리소에 8만 명에서 12만 명의 정치범이 있었다. 이 숫자는 1990년대와 2000년대 초의 15만 명에서 20만 명에 비해 감소한 것으로, 석방, 사망, 그리고 유죄 판결을 받은 정치범의 직계 가족도 정치범으로 간주되어 수감되는 연좌제의 거의 포기 때문이기도 하다. 초기 추정치는 1982년으로, 그 숫자는 10만 5천 명으로 생각되었다.

## 수용소 위치
다음은 이전 또는 현재 운영 중인 관리소 감옥 목록이다.
- 14호 교화소: 개천, 평안남도
- 16호 교화소: 명간, 함경북도
- 18호 교화소: 북창, 평안남도
- 25호 교화소: 청진, 함경북도

## 수용소 폐쇄
주요 관리소 폐쇄는 아래에 나열되어 있다.

### 운영 원칙
수감자들은 정기적으로 국가에 대한 반역자이며 지도자를 배신했으므로 처형되어야 마땅하지만, 조선로동당이 자비롭게도 그들을 죽이지 않고 평생 강제 노동을 통해 국가에 대한 배신을 갚도록 살려두기로 결정했다고 듣는다.
이들 수용소의 강조점은 개인들이 궁극적으로 자신의 계급의 "잘못"에 대한 책임을 지는 연대 책임에 매우 많이 놓여 있다. 관리소 경비원들은 김일성과 김정일의 연설에서 발췌한 내용을 나무 표지판과 문 입구에 새겨 이 점을 강조하는 것으로 알려져 있다.
작업팀은 엄격한 작업 할당량을 부여받으며, 이를 충족하지 못하면 식량 배급량이 더욱 줄어든다.

### 근무 조건
식량 부족 수준 이하의 식량 배급과 힘든 강제 노동은 수감 중 사망률을 높인다. 이는 노동으로 인한 사망뿐만 아니라 열악한 위생 조건으로 인한 만연한 질병으로 인해 발생한다. 옥수수 배급은 모든 수감자의 일반적인 주식이지만, 노동 중에 발견되는 잡초나 동물과 같은 다른 음식으로 보충될 수 있다. 5인 작업 그룹마다 정보제공자가 있으며, 모든 수용소 "마을"에도 정보제공자가 있다. 생존자와 논평가들은 이들 수용소의 조건을 중앙유럽과 동유럽에서 제2차 세계 대전 중 나치 독일이 운영한 홀로코스트 수용소와 비교하며 북한의 정치범 수용소 네트워크를 북한 홀로코스트라고 불렀다. 또한 북한의 정치범 수용소 네트워크와 이오시프 스탈린 치하 소련의 노동 수용소를 비교하며, 많은 서방 언론 매체는 "관리소"를 "북한의 굴라크"라고 묘사한다.

## 죄수 수감

### 수용소 구역 분할
수용소 구역은 잘못된 행위자 또는 잘못된 사상가를 위한 개인 또는 가족을 위해 그에 따라 구역화되거나 지정된다. 개인과 가족 모두 "혁명화 구역" 또는 "완전 통제 구역"으로 더 세분화된다.
- "혁명화 구역"은 수용소에서 사회로 다시 석방될 기회가 있는 수감자를 수용한다. 따라서 이 수감자들은 수용소의 소위 "혁명화" 구역에서 이념적으로 재교육될 가능성이 높다. - 과제에는 김일성과 김정일의 연설을 강제로 암기하는 것이 포함되며, 어린이 재교육에 특히 강조된다. 혁명화 구역은 북창 정치범수용소와 요덕 정치범수용소에서도 운영되는 것으로 생각된다.
- "완전 통제 구역"({에서는 수감자 재교육이 보고되지 않았다.

북한 탈북민에 따르면, 일반 북한 주민들은 정확한 위치는 아니더라도 수용소가 존재한다는 것을 알고 있다. 정치범은 "산으로 간 사람들"이라고 불린다.

## 폐쇄 요구
국제앰네스티는 북한 관리소 수용소의 인권 상황을 다음과 같이 요약한다. "수용소의 남성, 여성, 어린이들은 강제 노동, 부적절한 음식, 구타, 완전히 부적절한 의료 서비스, 비위생적인 생활 환경에 직면한다. 많은 사람들이 수감 중에 병에 걸리고 상당수가 수감 중 또는 석방 직후 사망한다." 이 단체는 북한의 모든 다른 정치범 수용소를 즉시 폐쇄할 것을 요구한다. 이 요구는 40개 이상의 인권 단체 연합인 북한 반인도범죄 철폐 국제연대가 지지한다.

## 같이 보기
- 조선민주주의인민공화국의 인권
- 조선민주주의인민공화국의 정치범수용소
- 소련의 강제 노동
- 굴라크
- 라오가이

## 더 읽어보기
- Harden, Blaine (2012). 《Escape from Camp 14: One Man's Remarkable Odyssey from North Korea to Freedom in the West》. Viking. ISBN 978-0-670-02332-5.